# Halifax (brittisk bank)

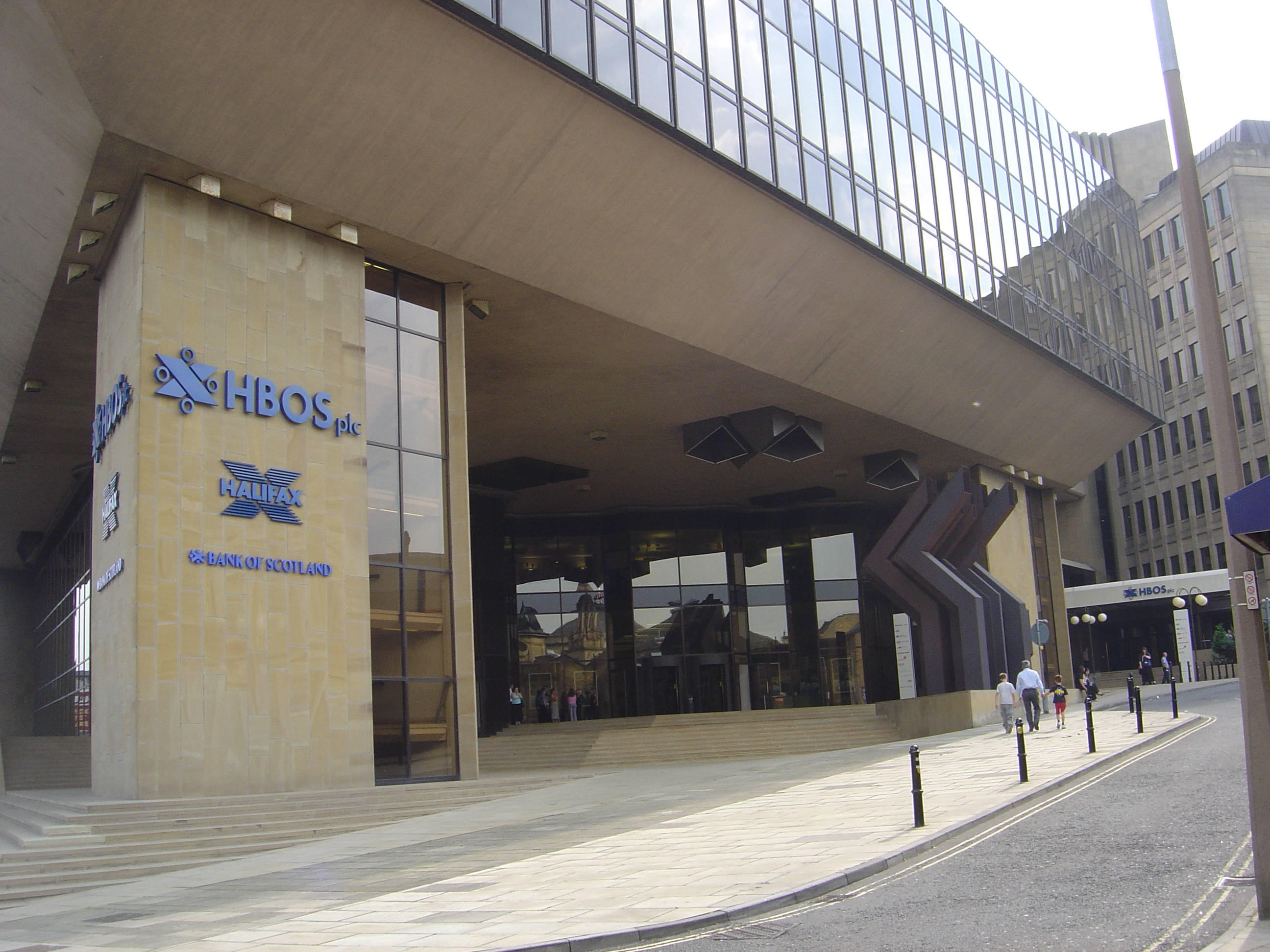
Halifax tidigare huvudkontor i Halifax.

Halifax var en brittisk bank, bildad när Halifax Building Society ombildades till aktiebolag. Det slogs den 10 september 2001 samman med Bank of Scotland och bildade HBOS plc (Halifax Bank of Scotland). De hade framförallt en stor andel av hypotekslånen. Det har fått sitt namn efter staden Halifax.